# Tsurugashima

Tsurugashima (鶴ヶ島市 Tsurugashima-shi?) este un municipiu din Japonia, prefectura Saitama.